# Penetrável
Penetrável foi o termo utilizado por Hélio Oiticica para o que é chamada de "instalação" (arte de instalações) na arte contemporânea. É um espaço em forma de labirinto no qual o espectador entra e, nele, passa por experiências sensoriais referentes ao tato, olfato, audição, e até paladar, além da experiência visual. Não é uma obra de arte para ser apenas observada, sua proposta é ser vivenciada.
Durante a ditadura militar, esta foi a saída encontrada por Oiticica para que as pessoas tomassem consciência, num trajeto não convencional: através das sensações corpóreas o indivíduo toma consciência de si corporalmente; depois disso, toma consciência de si enquanto indivíduo; em seguida percebe seu lugar na sociedade e assim tomará partido.
O seu penetrável mais famoso é o Tropicália, de 1967.